# Austrian Open 2005
L'Austrian Open 2005  è stato un torneo di tennis giocato sulla terra rossa. È stata la 60ª edizione dell'Austrian Open, che fa parte della categoria International Series Gold nell'ambito dell'ATP Tour 2005. Si è giocato al Kitzbühel Sportpark Tennis Stadium di Kitzbühel in Austria, dal 25 al 31 luglio 2005.

## Campioni

### Singolare maschile
Gastón Gaudio ha battuto in finale  Fernando Verdasco per 2–6, 6–2, 6–4, 6–4.

### Doppio
Leoš Friedl /  Andrei Pavel hanno battuto in finale  Christophe Rochus /  Olivier Rochus per 6-2, 6(5)–7, 6-0.